# More Than a Feeling
"More Than a Feeling" là ca khúc được sáng tác bởi Tom Scholz, được ban nhạc Boston trình bày làm đĩa đơn đầu tay của nhóm trong album đầu tay của họ do hãng Epic Records phát hành vào tháng 9 năm 1976. Ca khúc đạt vị trí số 5 tại Billboard Hot 100. Ngày nay, "More Than a Feeling" thường được coi là một trong những ca khúc tiêu biểu của mọi chương trình Classic rock, và vào năm 1999 được xếp hạng số 39 trong danh sách các ca khúc hard rock vĩ đại nhất mọi thời đại bởi đài VH1.

## Thành phần tham gia sản xuất
- Tom Scholz – guitar acoustic, hát chính, bass
- Brad Delp – hát bè
- Sib Hashian – trống

## Xếp hạng
| Bảng xếp hạng (1976–77)      | Vị trí cao nhất |
| ---------------------------- | --------------- |
| Australian Kent Music Report | 11              |
| Belgian VRT Top 30           | 14              |
| Canadian RPM Top Singles     | 4               |
| Dutch Top 40                 | 11              |
| German Singles Chart         | 15              |
| New Zealand Singles Chart    | 15              |
| Swiss Singles Chart          | 9               |
| U.K. Singles Chart           | 22              |
| U.S. Billboard Hot 100       | 5               |
| U.S. Cash Box Top 100        | 4               |

| Bảng xếp hạng (1977)     | Vị trí |
| ------------------------ | ------ |
| Canadian RPM Top Singles | 58     |
| U.S. Cashbox Top 100     | 83     |

| Bảng xếp hạng (1977)         | Vị trí |
| ---------------------------- | ------ |
| Australian Kent Music Report | 95     |
| German Singles Chart         | 76     |

| Bảng xếp hạng (1977)         | Vị trí |
| ---------------------------- | ------ |
| Australian Kent Music Report | 95     |
| German Singles Chart         | 76     |